# アラートン・アベニュー駅
アラートン・アベニュー駅 (Allerton Avenue) はニューヨーク市地下鉄IRTホワイト・プレーンズ・ロード線の駅である。ブロンクス区アラートンのホワイト・プレーンズ・ロードとアラートン・アベニューの交差点に位置し、2系統が終日、5系統がラッシュ時混雑方向のみ停車する。

## 駅構造
| P ホーム階 | 相対式ホーム、右側扉が開く | 相対式ホーム、右側扉が開く |
| P ホーム階 | 南行緩行線                 | ← フラットブッシュ・アベニュー-ブルックリン・カレッジ駅行き（ペラム・パークウェイ駅） ← 朝ラッシュ時：フラットブッシュ・アベニュー-ブルックリン・カレッジ駅行き（ペラム・パークウェイ駅） |
| P ホーム階 | 混雑方向急行線             | → 定期列車なし |
| P ホーム階 | 北行緩行線                 | → ウェイクフィールド-241丁目駅行き（バーク・アベニュー駅）→ 夕ラッシュ時：ネレイド・アベニュー駅行き（バーク・アベニュー駅）→                                                             |
| P ホーム階 | 相対式ホーム、右側扉が開く | |
| M          | 改札階                     | 改札口、駅員詰所、メトロカード自動券売機 |
| G          | 地上階                     | 出入口 |

駅は1917年3月3日のIRTホワイト・プレーンズ・ロード線177丁目駅（現：ウェスト・ファームズ・スクエア-イースト・トレモント・アベニュー駅）- 東219丁目駅（現：219丁目駅）間の延伸開業と同時に開業した。相対式ホーム2面と緩行線2線・急行線1線を有した2面3線の高架駅で、急行線は定期旅客列車の設定がなされていない。
駅には2006年にミシェル・ブロディが製作したアートワーク『Allerton Mandalas』が設置されている。これは赤と緑のステンドグラス（赤が2系統、緑が5系統のカラー）からなっており、ホームの壁に飾られている。

### 出口
駅にはホーム階の下に駅舎があり、各ホームからの2つの階段が駅舎内に接続している。南北ホーム間は改札内で行き来可能である。北行ホーム側の改札口には2つの出場専用改札機が2つ、南行ホーム側には、緊急時用の改札機と3つの回転式改札機がある。改札外ではバーク・アベニューとホワイト・プレーンズ・ロードの交差点北西と同交差点南東の2箇所にそれぞれ1つずつ階段が接続している。